# 4149 Harrison
Harrison (asteroide 4149) é um asteroide da cintura principal, a 2,3254206 UA. Possui uma excentricidade de 0,1271719 e um período orbital de 1 588,38 dias (4,35 anos).
Harrison tem uma velocidade orbital média de 18,24762546 km/s e uma inclinação de 12,91335º.
Este asteroide foi descoberto em 9 de Março de 1984 por Brian Skiff.
Ele colocou esse nome em homenagem ao Beatle George Harrison.